# Melbourne Indoor
Il Melbourne Indoor è stato un torneo di tennis facente parte del Grand Prix giocato dal 1980 al 1982 e nel 1984 e 1985 a Melbourne in Australia su campi in sintetico indoor.

## Albo d'oro

### Singolare
| Anno | Vincitore        | Finalista        | Punteggio     |
| ---- | ---------------- | ---------------- | ------------- |
| 1980 | Vitas Gerulaitis | Peter McNamara   | 7–5, 6–3      |
| 1981 | Peter McNamara   | Vitas Gerulaitis | 6–4, 1–6, 7–5 |
| 1982 | Vitas Gerulaitis | Eliot Teltscher  | 2–6, 6–2, 6–2 |
| 1983 | Non disputato    | Non disputato    | Non disputato |
| 1984 | Matt Mitchell    | Pat Cash         | 6–4, 3–6, 6–2 |
| 1985 | Marty Davis      | Paul Annacone    | 6–4, 6–4      |

### Doppio
| Anno | Vincitori                        | Finalisti                     | Punteggio     |
| ---- | -------------------------------- | ----------------------------- | ------------- |
| 1980 | Fritz Buehning Ferdi Taygan      | John Sadri Tim Wilkison       | 6–1, 6–2      |
| 1981 | Paul Kronk Peter McNamara        | Sherwood Stewart Ferdi Taygan | 3–6, 6–3, 6–4 |
| 1982 | Francisco González Matt Mitchell | Syd Ball Rod Frawley          | 7–6, 7–6      |
| 1983 | Non disputato                    | Non disputato                 | Non disputato |
| 1984 | Broderick Dyke Wally Masur       | Peter Johnston John McCurdy   | 6–3, 6–2      |
| 1985 | Brad Drewett Matt Mitchell       | David Dowlen Nduka Odizor     | 4–6, 7–6, 6–4 |